# Daniel Rostén
Daniel Rostén, poznat i kao Mortuus (26. travnja 1977.), švedski je black metal pjevač najpoznatiji kao pjevač švedskog black metal sastava Marduk. Također je član sastav Funeral Mist i Triumphator. Vlasnik je grafičkog studija Holy Poison Design.

## Diskografija
Marduk (2004. – danas)
- Plague Angel (2004.)
- Deathmarch (2004., EP)
- Warschau (2005., koncertni album)
- Rom 5:12 (2007.)
- Wormwood (2009.)
- Iron Dawn (2011., EP)
- Serpent Sermon (2012.)
- Frontschwein (2015.)
- Viktoria (2018.)

Funeral Mist (1994. – danas)
- Salvation (2003.)
- Maranatha (2009.)
- Hekatomb (2018.)
- Deiform (2021.)

Triumphator (1997. – danas)
- Wings of Antichrist (1999.)